# Reino de León
El reino de León (en latín: regnum Legionense; en asturleonés, reinu de Llión; en gallego: reino de León; en portugués: reino de Leão) fue un reino medieval independiente situado en la región noroeste de la península ibérica. Fue fundado en el año 910, cuando los príncipes cristianos del reino de Asturias, en la costa norte de la península, trasladaron su capital de Oviedo a la ciudad de León. Tuvo un papel protagonista en la Reconquista y en la formación de los sucesivos reinos cristianos del occidente peninsular. De él surgieron los condados de Castilla y Portucale, que posteriormente dieron lugar a los independientes reinos de Castilla (1065) y Portugal (1139). Los territorios restantes de la Corona leonesa se unieron con los del emergente reino castellano para formar la Corona de Castilla en 1230.
Entre 1296 y 1301, durante un enfrentamiento sucesorio, el reino de León volvió temporalmente a ser independiente para, finalmente, reintegrarse como parte de la Corona de Castilla. Los territorios aproximados que formaron dicho reino fueron reconsiderados como región en el siglo XIX por medio del Real Decreto del 30 de noviembre de 1833, en la que se definió la moderna demarcación territorial española. La región de León quedó dividida en las modernas provincias de León, Salamanca y Zamora. En 1981, esas tres provincias se incluyeron junto con otras seis provincias de la antigua región de Castilla la Vieja para crear la comunidad autónoma de Castilla y León. Sin embargo, importantes partes del antiguo reino integran hoy esas tres provincias, parte de la tradicional Castilla la Vieja y las comunidades autónomas de Asturias, Extremadura y Galicia.

## Extensión territorial
El reino de León se enmarcaba en el noroeste de la península ibérica; en su máxima extensión abarcaba el norte de Portugal, las actuales comunidades autónomas de Galicia, Principado de Asturias, Cantabria, las provincias de León, Zamora y Salamanca, Castilla la Vieja, la actual provincia de Cáceres, la de Badajoz y el norte de Huelva.

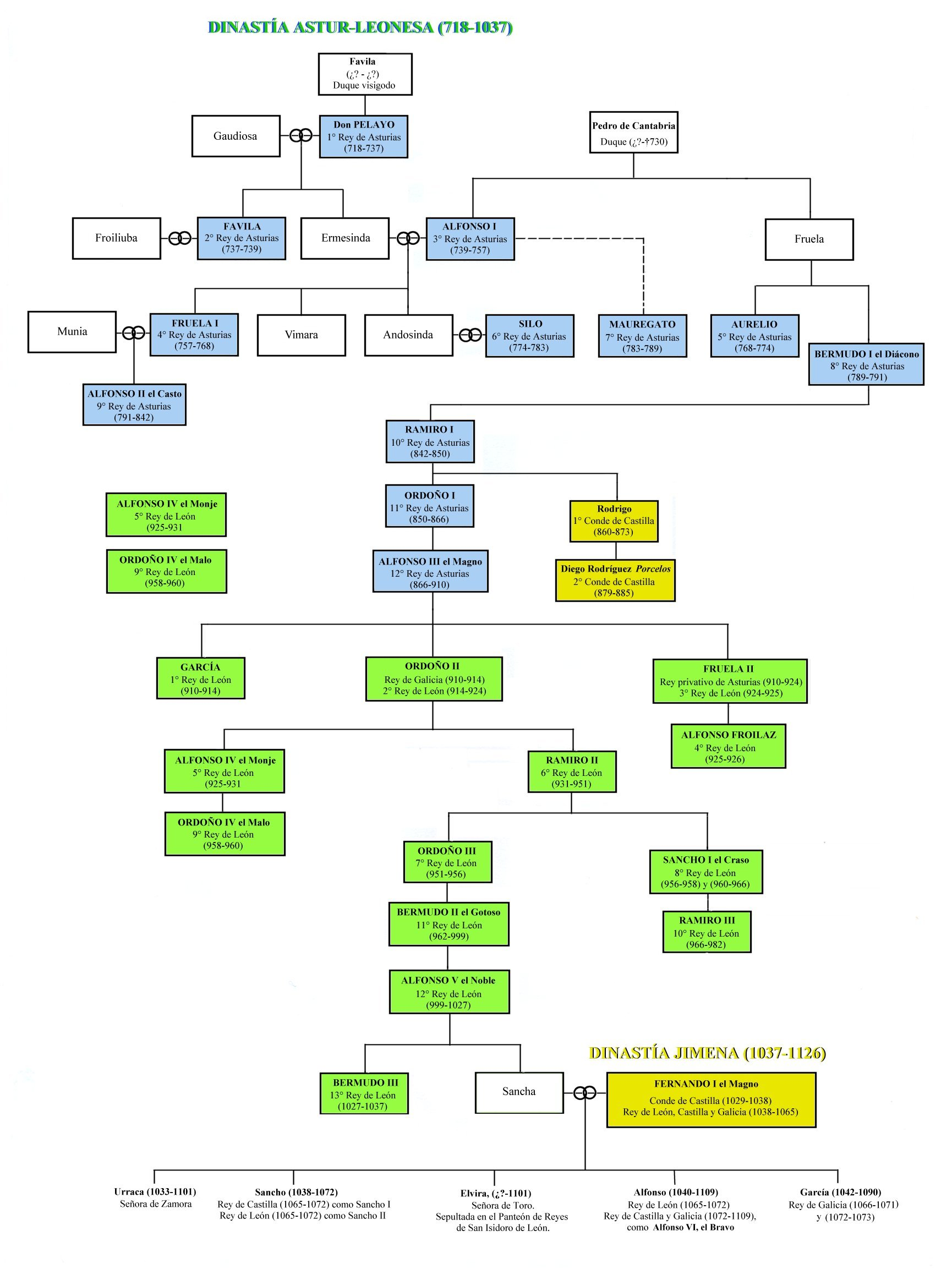
Cronología y genealogías del reino Astur-Leonés

## Historia

### SiglosIX-X: reino asturleonés

El reino de León en el año 910.

Los primeros años de existencia del territorio cristiano aparecen envueltos en la oscuridad, debido a la parquedad de las fuentes que apenas descubren alguno de los interrogantes que surgieron de los primeros años del reino de Asturias y su lucha por la supervivencia. Tras la conquista de la península por los ejércitos ismaelitas en el 711, aparecieron focos de resistencia localizados en la zona cantábrica y en la figura de Don Pelayo. Pelayo, refugiado en el monte de Auseba, acaudilló los hostigamientos a las tropas árabes que supusieron el comienzo de la resistencia cristiana. Pero realmente fue Alfonso I de Asturias (737-757), yerno de Pelayo, quien en un intento de organizar los territorios, fundó la monarquía como tal, extendiendo el reino hasta la Cordillera Cantábrica. En tiempos de Alfonso II (791-842) se instaló la capital en Oviedo, y es en esta época cuando se descubrió el Santo Sepulcro. Ordoño I, en el año 856, repobló y reconstruyó las murallas de la ciudad de León y Astorga. Alfonso III el Magno (866-910) fue quien trasladó la frontera hasta el Duero, repoblando Zamora, siendo el suyo uno de los grandes reinados de la dinastía astur.
La ciudad de León se convirtió en un punto estratégico en el reino debido a su historia, su potente fortificación romana, así como un centro neurálgico del territorio astur, cuya capital se había encontrado veinte kilómetros al sur, en la ciudad de Lancia.

#### La Corona de León
Tras la muerte de Alfonso III el Magno, el reino de Asturias se divide y queda repartido entre sus hijos:

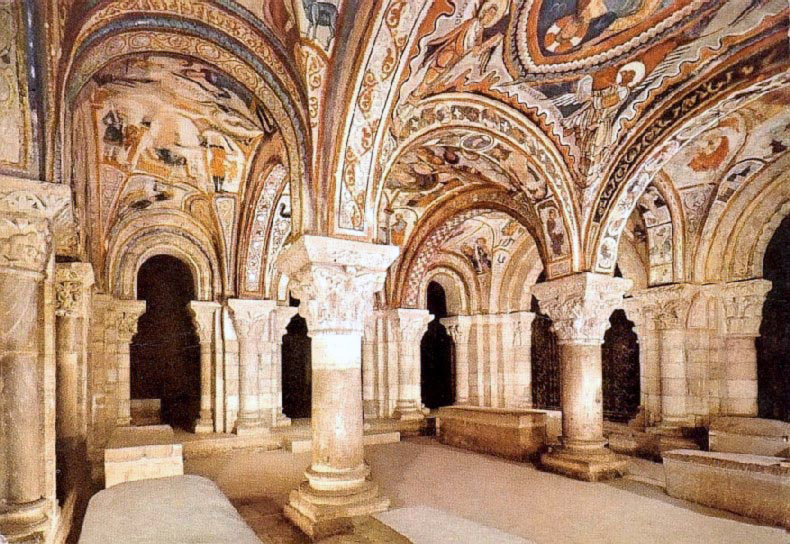
Panteón de reyes de San Isidoro de León.

- García I recibe León, Álava y Castilla, fundando el reino de León.
- Ordoño II recibe Galicia.
- Fruela II obtiene Asturias.

Al morir García I en 914 sin descendientes, Ordoño II se trasladó a León donde fue aclamado rey, lo que supuso que Galicia y León compartieran el mismo monarca, y el que trasladó definitivamente la capital del reino de Asturias desde Oviedo a León. Ello supuso la creación de un nuevo reino, el de León, que aglutinó al asturiano, ya que Fruela II permaneció en Asturias, pero reconociendo la primacía del reino leonés.
En el marco de las luchas entre Alfonso IV y su hermano Sancho Ordóñez, el reino de Galicia y el de León dejaron de compartir rey, ya que Sancho se refugió en Galicia huyendo de su hermano en 926, coronándose como rey de Galicia y manteniendo el reino independiente hasta su muerte en el año 929. A su muerte, el gobierno de ambos reinos recayó en la persona de Alfonso IV.
Uno de esos levantamientos condujo a la coronación en Galicia de Bermudo II de León (982). El nuevo rey derrotó a Ramiro III de León y acabó unificando de nuevo ambos territorios.
Con la formación del nuevo reino continuó la reconquista contra los musulmanes e incluso la lucha contra otros reinos cristianos como el de Navarra.

### SigloXI: Hegemonía de León y la corona imperial
El reino de León se expandió hacia el Duero y el sistema Central hasta la actual Extremadura y logró hitos como la dotación de fueros de Alfonso V, la creación de un arte de repoblación leonés y un gran desarrollo de los sistemas administrativos.

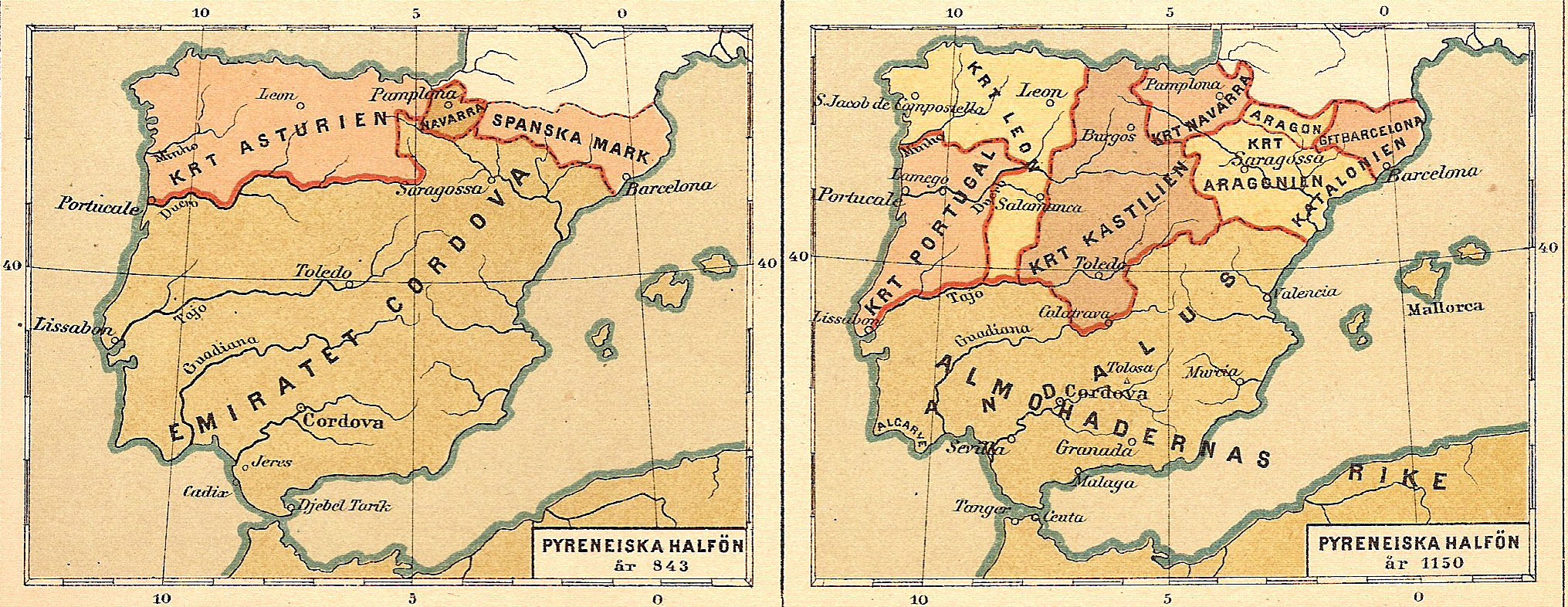
Reinos de la Península en 843 y 1150.

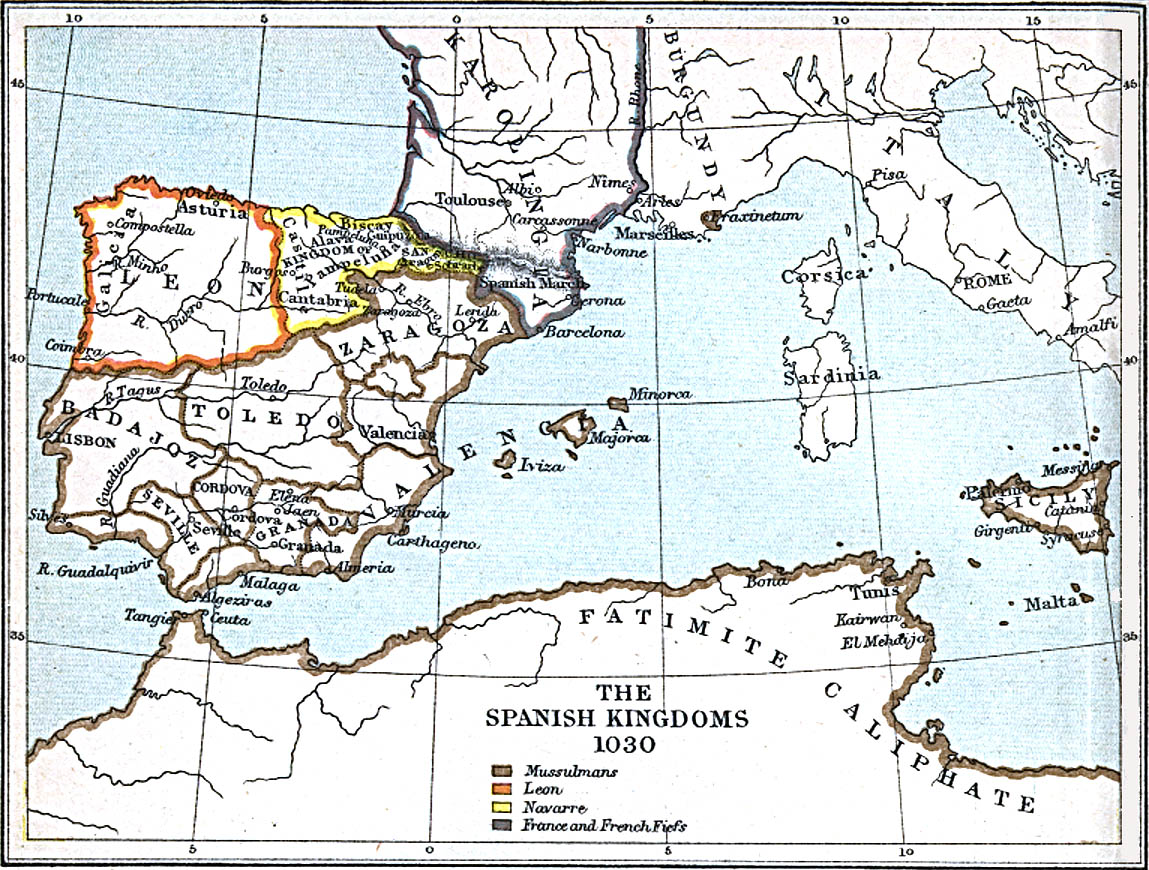
Reinos de la Península en el año 1030.

Reino de León durante el reinado de Urraca I de León.

En el siglo XI, Sancho Garcés III de Pamplona adquirió el condado de Castilla como herencia. En 1035 dejó dicho condado a su hijo Fernando. Fernando I estaba casado con Sancha, hermana, a su vez, de Bermudo III de León. Fernando provocó una guerra en la que murió el soberano leonés en la batalla de Tamarón contra la coalición castellano-navarra. Al no tener descendencia Bermudo III, su cuñado (Fernando I) se apropió de la Corona leonesa esgrimiendo los derechos de su mujer, tomando el título de rey de León con gran oposición entre los leoneses, que no quisieron ver convertido en monarca al hombre que mató a su rey. Así, Fernando volvió a unir el condado de Castilla al reino de León.
A la muerte de Fernando I en 1065, su testamento siguió la tradición navarra de dividir los reinos entre los herederos:
- Al primogénito, Sancho II, se le legó el condado de Castilla con título regio: así nació el reino de Castilla;
- A Alfonso VI, el favorito según las crónicas, se le otorgó el territorio aportado por la madre: León, que disfruta de las mejores y más valiosas parias musulmanas;
- Al tercero, García, se le entregó Galicia y la ciudad de Coímbra, la primera ciudad musulmana conquistada.
- A sus hijas Urraca y Elvira, la jurisdicción de todos los monasterios reales.

Sancho II de Castilla, no conforme con el reparto, pues su hermano menor obtuvo el reino más importante, comenzó una guerra. Junto con Alfonso VI conquistó Galicia. Sancho no contento con Castilla y media Galicia, atacó a su hermano y ocupó León con la ayuda de El Cid. Gracias a Urraca, en Zamora se refugió el grueso del ejército leonés, al que Sancho puso cerco; fue el famoso cerco de Zamora, donde el rey castellano fue muerto por el noble leonés Vellido Dolfos, retirándose las tropas castellanas. De este modo, Alfonso VI recuperó todo el territorio, gobernando como rey de León, Castilla y Galicia.
En el reinado de Alfonso VI se consolidó el poder del monarca leonés sobre Castilla, siendo reconocido «Emperador de los Reinos Hispanos» por el papa Gregorio VII. Además, con Alfonso VI se produjo un acercamiento al resto de reinos europeos, especialmente a Francia, pues casó a su hija Urraca con Raimundo de Borgoña (1090) y, más tarde, a Teresa con Enrique de Borgoña (1095). En el concilio celebrado en Burgos en el 1080, se sustituyó el rito mozárabe, usado hasta entonces en León, por el romano.

Reconstrucción del estandarte de la corona de León, en tiempos de Alfonso VII. Según estudios vexilológicos, la disposición de la figura del león habría evolucionado desde la "pasante" original, hasta la posición "rampante".

En la época de Alfonso VII el Emperador (1126-1157), reyes de toda la península ibérica y del sur de Francia se declararon sus vasallos. Sin embargo, tras una etapa de esplendor imperial la unidad se desvaneció, desapareciendo también el título de emperador de León.
Ya bajo Alfonso VII, Portugal se independizó de León, creando un reino gobernado por la hija de Alfonso VI, Teresa, casada con Enrique de Borgoña, y se recrudecieron las luchas fronterizas con Castilla, y a su muerte, el hijo de Alfonso, Fernando II, heredó el reino de León, y Sancho III, el de Castilla.
Su sucesor, Alfonso IX, se convirtió en uno de los más afamados monarcas del reino de León. Bajo su mandato se convocan las Cortes Leonesas de 1188, primeras cortes europeas en las que participó el tercer estado. En ellas se reconoció la inviolabilidad del domicilio, del correo, la necesidad del rey de convocar Cortes para hacer la guerra o declarar la paz, y se garantizaron numerosos derechos individuales y colectivos. A estas Cortes le siguieron las de Benavente (1202), en las que se fijaron los principios y derechos económicos de la Corona de León y sus habitantes, y otras nuevas en León un lustro después. En las Cortes de Benavente de 1202 se referenció que la Corona de León estaba compuesta por cuatro entidades territoriales: León, Galicia, Asturias y Extremadura.
Con Alfonso IX el reino se extendió por Extremadura, logrando una gran expansión territorial. El s. XIII fue un periodo en que los reinos peninsulares vivieron un auge de los sentimientos nacionalistas. La expansión territorial de los reinos de Portugal y Castilla, que amenazaban con cerrar la salida al sur del reino de León y la pretensión de los reyes de Castilla de anexionarse el reino provocó constantes conflictos bélicos entre los reinos de León, Portugal y Castilla. Estas guerras tenían como aliados ocasionales a los reinos de taifas, que participaban alternativamente del lado de cualquiera de los reinos cristianos. Consecuencia directa de ello fue que el reino de León no participara en la batalla de Las Navas de Tolosa, llegando por ello a ser excomulgado el soberano leonés por el papa. A su muerte, el rey ordenó mantener la independencia de León, declarando herederas a sus hijas, y garantes de la misma a las órdenes de caballería. Sin embargo, Fernando III de Castilla, contraviniendo el testamento de su padre, logró que las jóvenes herederas del reino de León le cedieran su trono, por lo que el reino de León pasó a ser anexionado por Castilla para formar la Corona de Castilla en 1230. Como dato adicional, Alfonso IX también creó el Estudio General que en tiempos de Alfonso X de Castilla se convirtió en la actual Universidad de Salamanca.

#### El desarrollo de las ciudades: los burgos

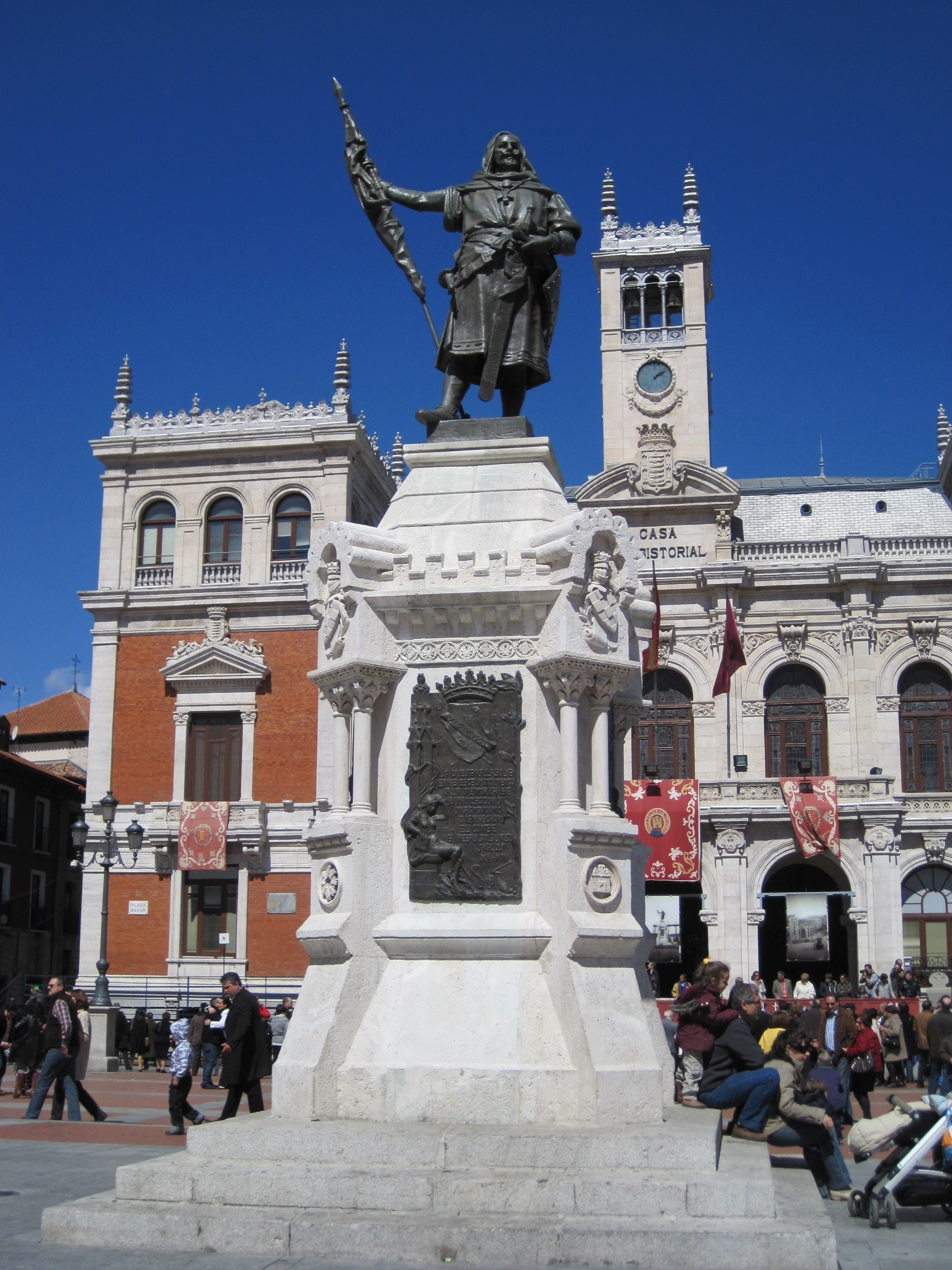
Monumento al conde Pedro Ansúrez, uno de los nobles leoneses más cercanos a Alfonso VI, que fue primer señor de Valladolid.

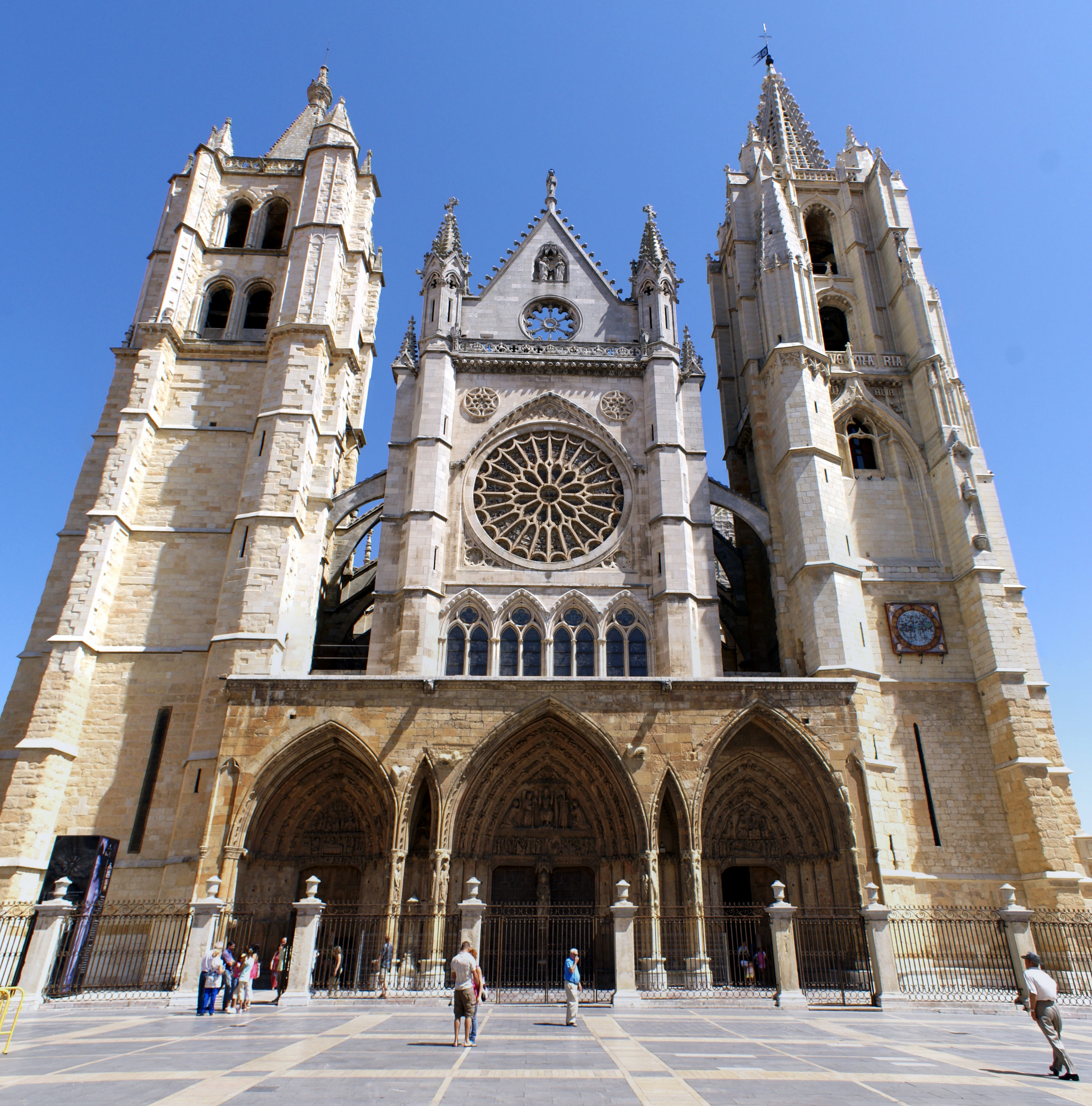
Catedral de León.

Las ciudades comenzaron a desarrollarse cerca de fortalezas, monasterios o en las antiguas civitates romanas. Algunas de estas ciudades fueron potenciadas por el Camino de Santiago y comenzaron a conocerse como burgos, diferenciándose de las aldeas rurales en la preponderancia de la actividad económica no ligada al cultivo de la tierra.
En la ruta del Camino de Santiago surgieron burgos desde Aragón hasta Galicia a partir del siglo XI. León también se benefició del paso hacia el lugar santo. Pero otros burgos también se desarrollaron al margen del camino francés, en las orilla del Duero, como Zamora, Toro o Valladolid, esta última alcanzó un gran desarrollo tras la llegada del conde Pedro Ansúrez a finales del siglo XI.
Sobre León, el geógrafo y viajero árabe Al-Idrisi escribió en el siglo XII:

«Allí se practica un comercio muy provechoso. Sus habitantes son ahorradores y prudentes,» 
[y sobre Zamora], «Está situada sobre la orilla septentrional del Duero y rodeada de fuertes murallas de piedra, su territorio es fértil y cubierto de viñedos, sus habitantes poseen riquezas y se dedican al comercio».

Al sur del río Duero, en las entonces conocidas tierras Extremaduras, el nacimiento de ciudades era con un objetivo defensivo, pero con el paso del tiempo se comenzó también a desarrollar una actividad económica y comercial de importancia similar a las ciudades del norte del Duero.
Aparecieron los burgueses, que eran los habitantes de los burgos (no confundir con la acepción actual del término burgués), que se añadían a clérigos y nobles. Los burgueses se dedicaban principalmente al comercio y la producción de objetos manufacturados y su crecimiento se encontraba limitado en lo económico y social por la nobleza (principalmente dedicada a la tierra), por esta razón en el siglo XII hubo revueltas burguesas contra las autoridades señoriales. De estas revueltas, los habitantes de los burgos consiguieron ciertas reivindicaciones.
También merece acepción la llegada de comunidades judaicas durante los siglos XI y XII por la intransigencia almorávide en al-Ándalus, quienes comenzaron como artesanos, mercaderes y agricultores principalmente.

### SigloXII: eslabón entre la Cristiandad y el islam

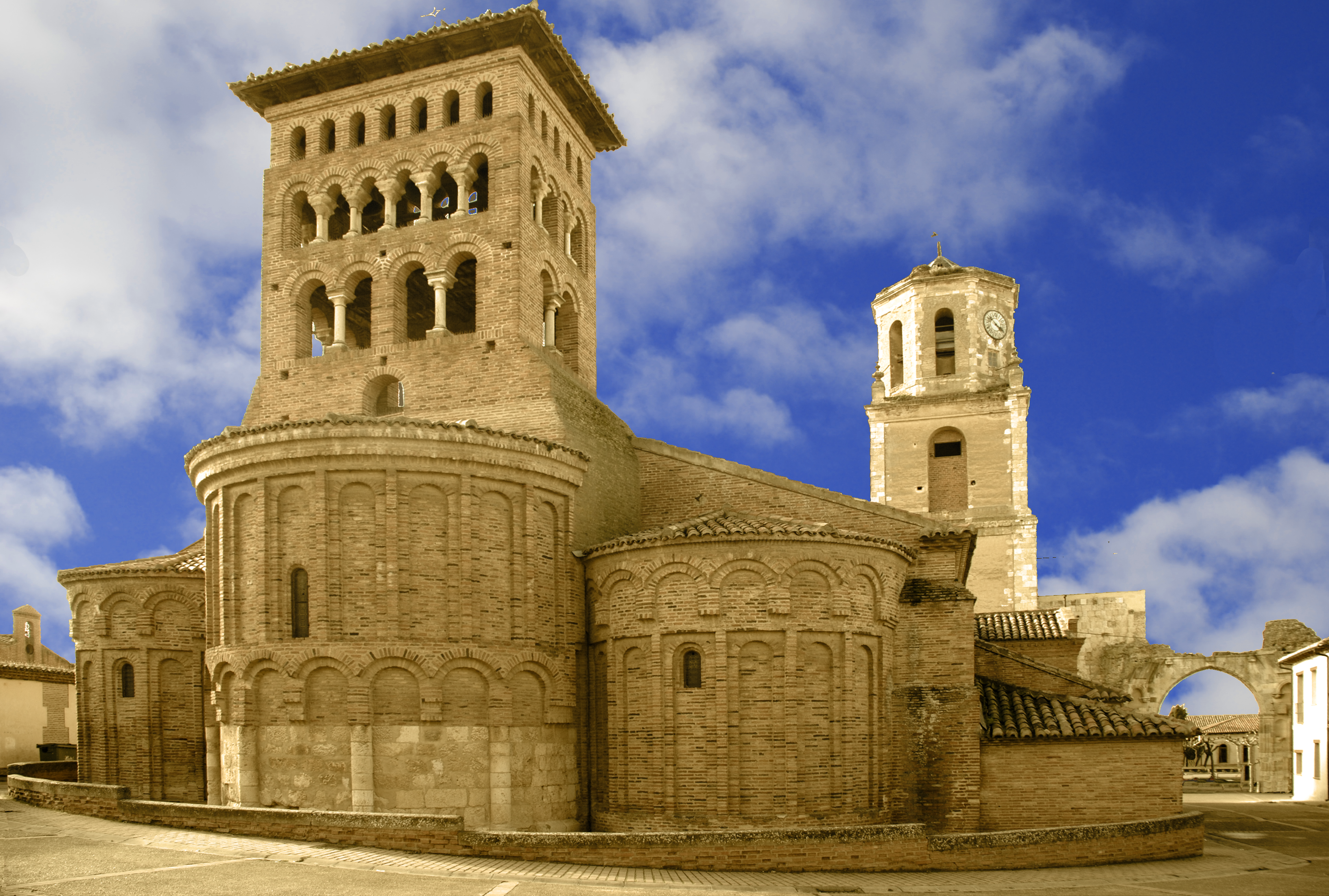
Iglesia de San Tirso (Sahagún).

En el siglo XII Europa contempló un gran avance en el terreno intelectual gracias a León y a Castilla. A través del Islam, se recuperaron obras clásicas anteriormente olvidadas en Europa y se puso en contacto con la sabiduría de los científicos musulmanes.
El Camino de Santiago no hizo sino potenciar el intercambio de saber entre los reinos de Castilla, León y Europa, en ambos sentidos.
En el siglo XII también aparecieron múltiples órdenes religiosas a semejanza de las europeas, como las de Calatrava, Alcántara y Santiago y se fundaron multitud de abadías cistercienses.

### SiglosXIII-XIV: León integrada en la Corona de Castilla

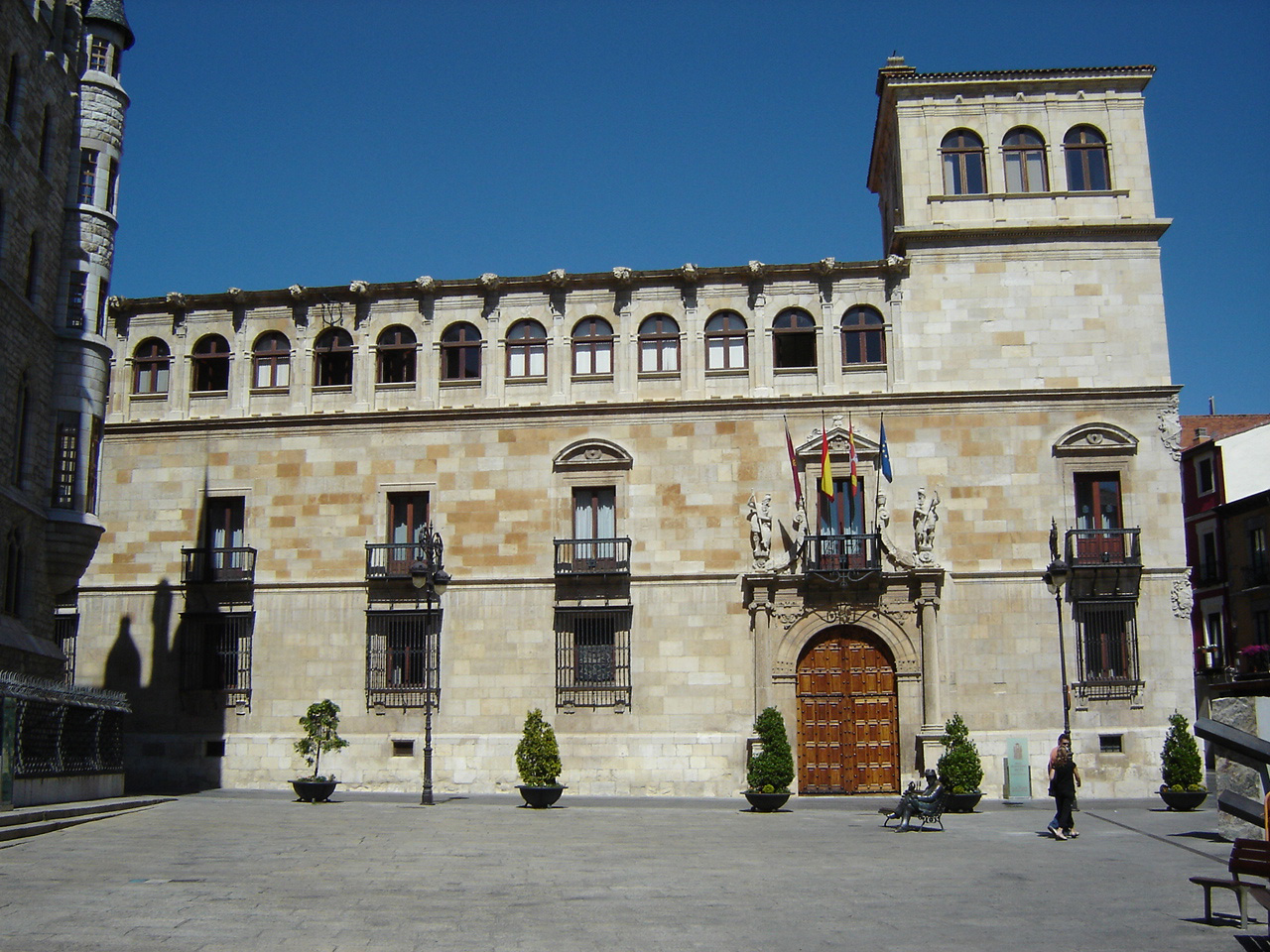
Palacio de los Guzmanes, mandado construir por Ramiro Núñez de Guzmán, de las principales familias nobles de León y del bando comunero en la Guerra de las Comunidades de Castilla.

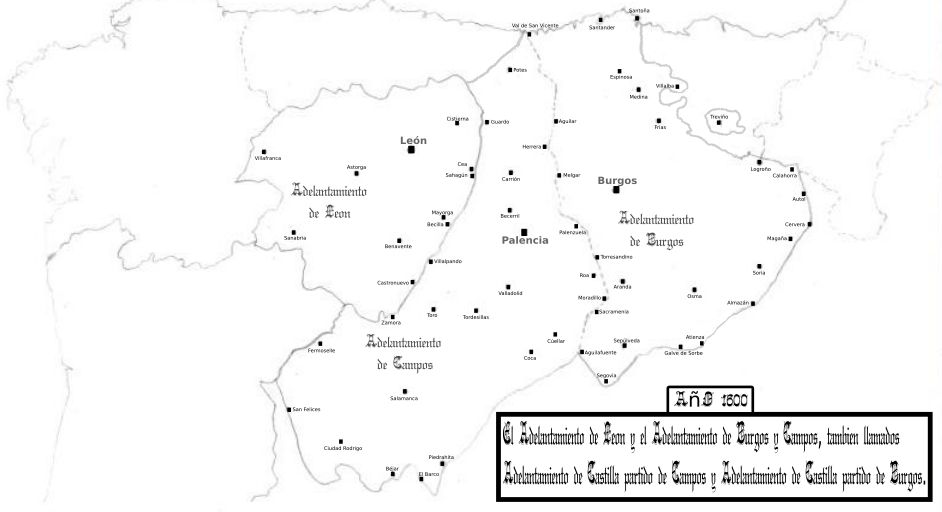
Adelantamientos de León, de Castilla partido de Burgos y de Castilla partido de Campos, SXVI.

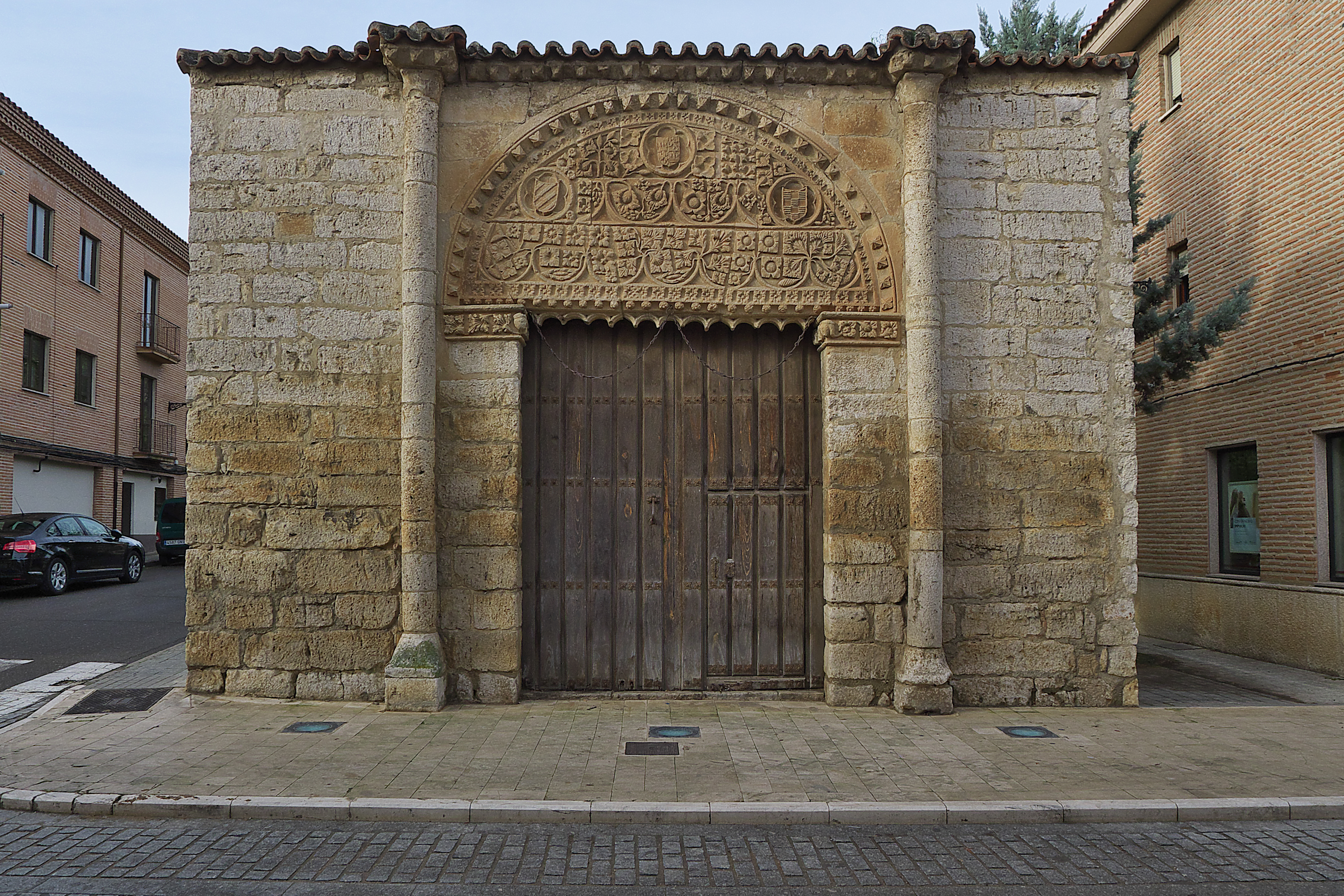
Palacio de las Leyes de Toro, base del ordenamiento jurídico de la Corona de Castilla.

La muerte de Fernando I de León, que rigió el imperio en nombre de su esposa Sancha de León, hermana de Bermudo III, da nacimiento al reino de Castilla al cedérselo como tal a su primogénito Sancho. Tras la muerte del monarca en 1065 los reinos se dividieron entre sus hijos. En una guerra civil contra sus hermanos Alfonso y García, este reunió dinásticamente por primera vez los reinos de León y de Castilla. Posteriormente se produjo una segunda unión desde el 1072 con Alfonso VI hasta el 1157 a la muerte de Alfonso VII. Hacia el año 1230 con Fernando III el Santo, rey de Castilla desde 1217, los reinos de León y de Castilla quedaron bajo un mismo soberano leonés que por circunstancias diversas fue primero Rey en Castilla.
En 1230 murió Alfonso IX de León, que había hecho donación de sus reinos a sus hijas, y tras muchas gestiones Fernando III firma un acuerdo (Concordia de Benavente) por el que sus hermanas (Sancha y Dulce) renunciaron a los derechos sucesorios al reino de León, tardando más de dos años en hacerse con el control del territorio debido a la oposición del pueblo de León y de sus nobles, que cierra las puertas de las murallas de su capital al nuevo monarca. Los reyes de la Corona de Castilla (Juana I) poseían los títulos de rey de Castilla y rey de León.
Aunque los dos reinos compartieran el mismo soberano, las Cortes de León continuaron durante mucho tiempo; incluso se legislaba por separado a cada uno de los dos reinos aunque hubiera una reunión conjunta. En 1349 Alfonso XI celebró en la ciudad de León las Cortes de este reino.
Durante mucho los reinos singulares y las ciudades conservaron sus derechos particulares (entre los cuales se hallaban el Fuero de León, el Fuero Viejo de Castilla o los diferentes fueros municipales de Castilla, Extremadura y Andalucía, los concejos de León, el fuero de Oteruelo otorgado en 1417), mientras se iba articulando un derecho territorial común en torno a las Partidas (h. 1265), el Ordenamiento de Alcalá (1348) que todavía mantiene al Pisuerga como raya tradicional entre León y Castilla[cita requerida], y las Leyes de Toro (1505).
La situación de inestabilidad creada tras la muerte en 1295 de Sancho IV y la subida al trono de su hijo Fernando IV, de nueve años de edad, fue aprovechada por distintos nobles para rebelarse contra el joven monarca. Entre ellos se encontraba el infante Juan, tío de Fernando, que reclamó sus derechos al trono y se proclamó rey de León, Galicia y Sevilla. Aunque llegó a ser coronado como tal en León en 1296, finalmente la situación interna comenzó a estabilizarse y acabó renunciando a sus derechos y jurando fidelidad a Fernando IV en 1300.
Existieron durante todo el siglo XIV varios intentos de independizar el reino de León, lográndolo de facto, aunque por un escaso tiempo, Juan de Gante a mediados del siglo XIV. Este fue derrotado por Juan I y se volvieron a integrar los dos reinos en una misma corona.

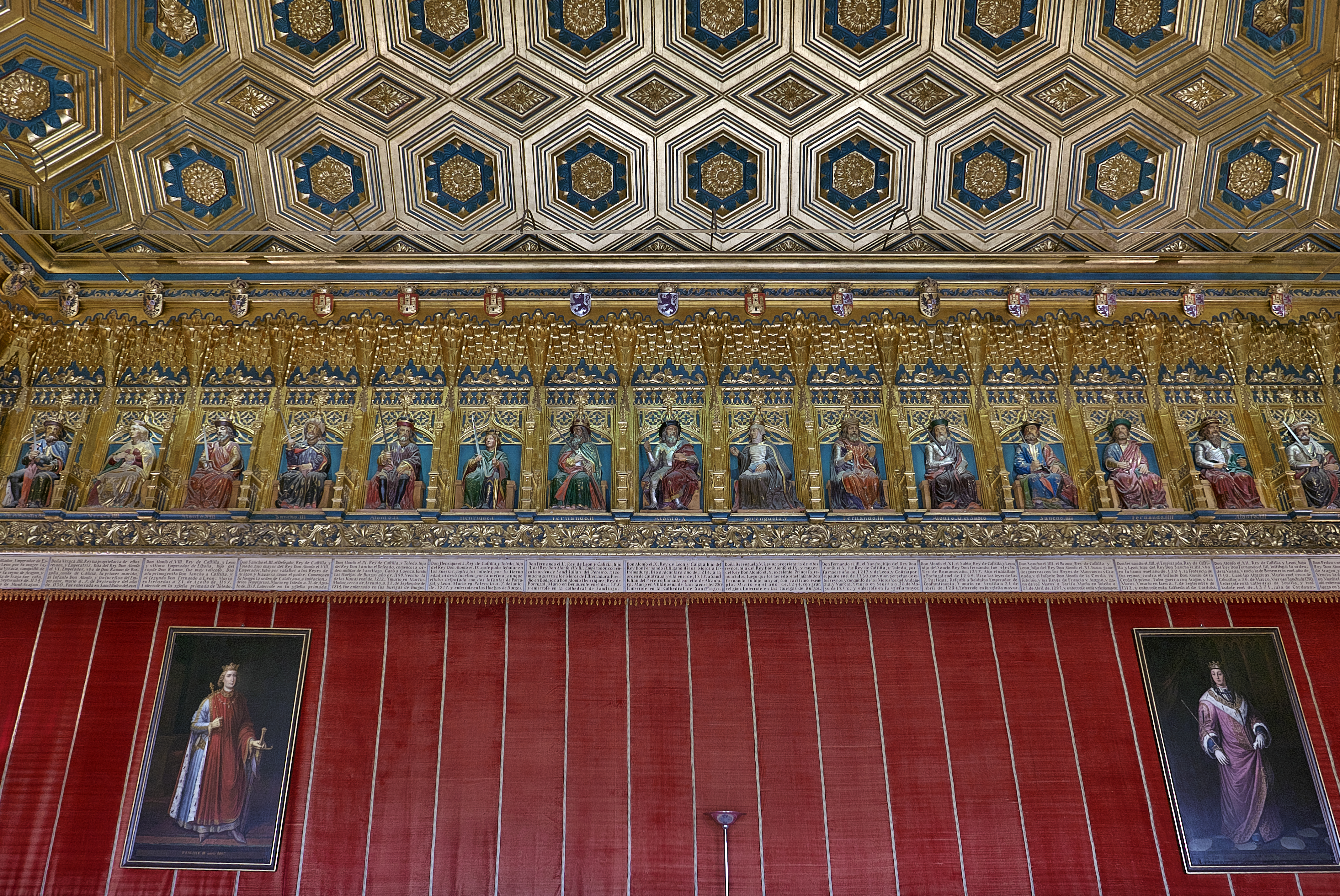
Sala de Reyes de León y Castilla en el Alcázar de Segovia.

### SiglosXV-XVIII: El Reino de León en la Edad Moderna
El reino de León mantuvo sus estructuras durante la Edad Moderna, conservando sus características de organización territorial, lo que se reflejó en la cartografía de los siglos XVI, XVII y XVIII e instituciones propias, como el Adelantamiento o Merino Mayor del reino de León, el Defensor del reino de León, etc.

### SigloXIX: desaparición formal del reino

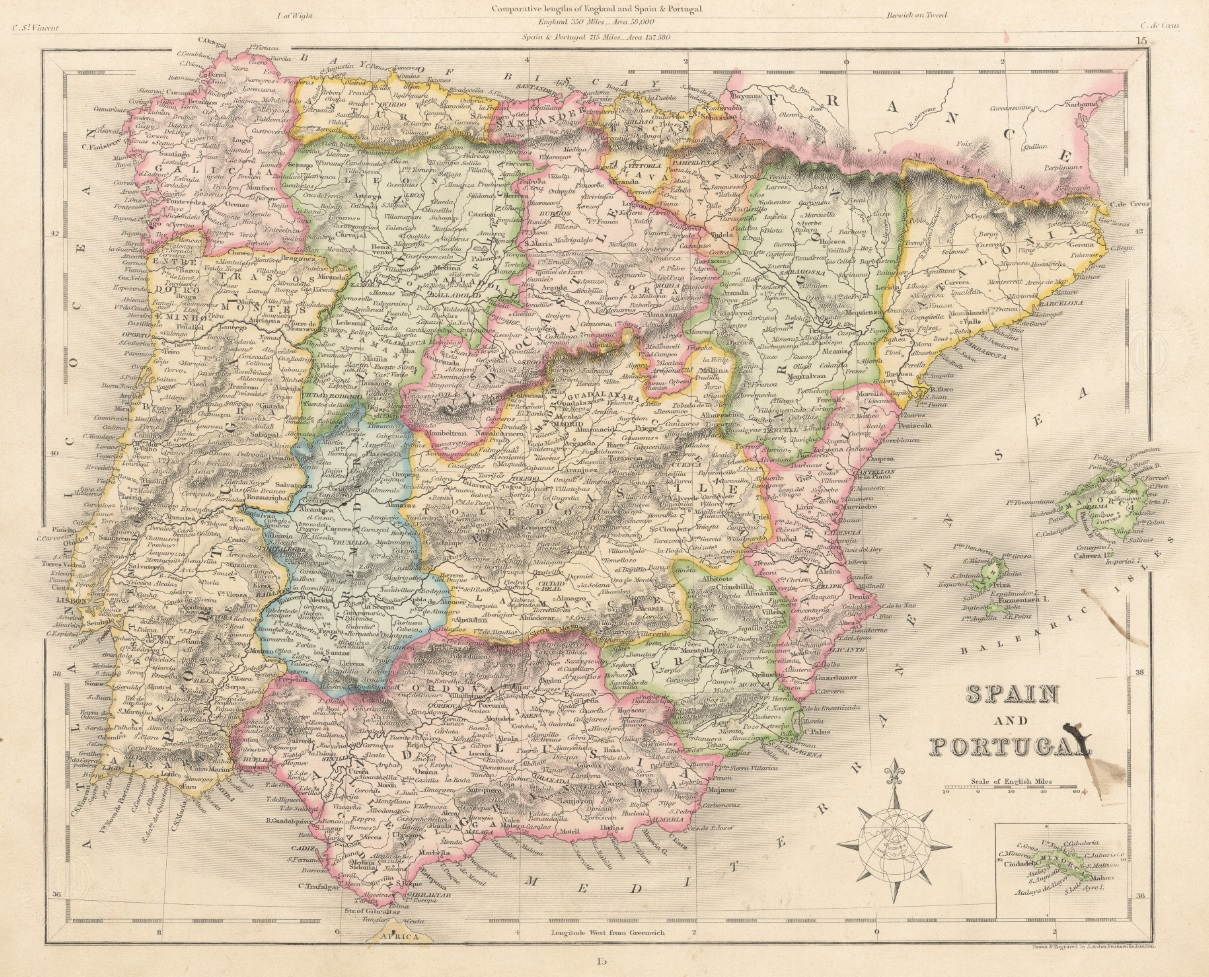
Mapa de 1841, realizado por J. Archer, que muestra para España la división territorial de Floridablanca. Valladolid y Palencia dentro de la Región de León.

La última aparición incidental del reino de León en la historia se produjo entre el 1 de junio y el 25 de septiembre de 1808, cuando la Junta Patriótica de León asumió la soberanía del reino de León en la Guerra de la Independencia hasta que la cedió a la Junta Suprema Central en el acto de su constitución.
En 1833 se produjo la definitiva (y actualmente vigente) división provincial promovida por Javier de Burgos, que eliminó definitivamente anteriores divisiones territoriales. Con la creación de las provincias se incluyó una adscripción de dichas provincias a regiones, sin ningún tipo de competencia administrativa o de otro tipo. Una de dichas regiones es la de León.

## Título imperial

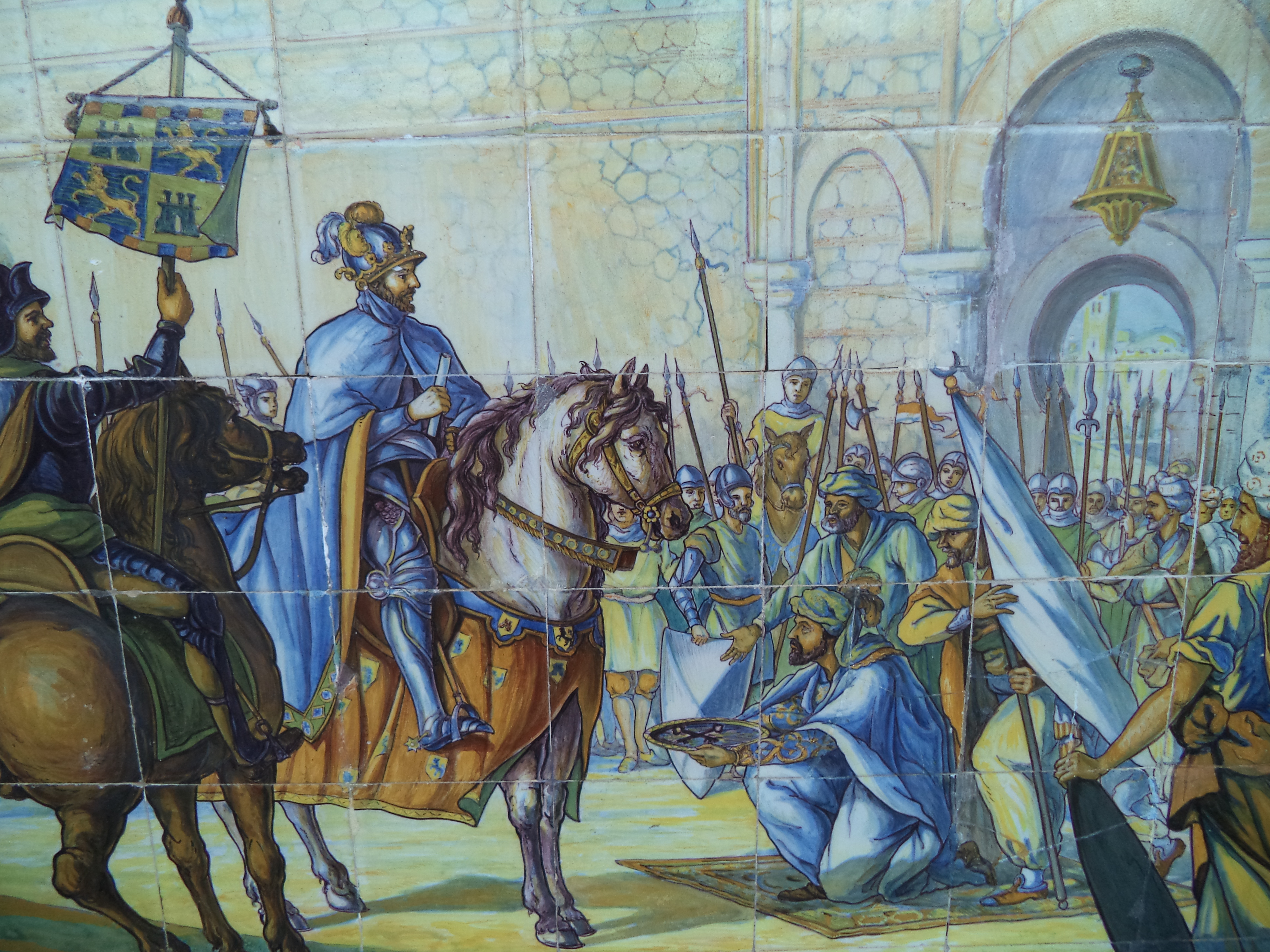
Alfonso VI, Imperator totius Hispaniae, conquistando Toledo. También promovió la repoblación al sur del Duero a través de las Comunidades de villa y tierra.

Este título fue adoptado desde el siglo X por los monarcas leoneses, como expresión de una idea hispánica unitaria, que implicaba la supremacía política de León frente a los demás reinos peninsulares que se estaban formando. Los reyes leoneses aspiraron a restaurar el estado hispanogodo, creyéndose herederos directos del último monarca visigodo, Don Rodrigo. Ya en la Asturias del siglo IX tuvo aceptación la idea imperial, especialmente bajo el reinado de Alfonso III, llamado magnus imperator o imperator noster.
Ordoño II (imperator legionense), Ramiro II (magnus basileus), Ramiro III, Alfonso V, Bermudo III y quizá Sancho III el Mayor de Navarra tras haber heredado León y Castilla (aunque este título solo se documenta en una moneda de ejemplar único, hoy comúnmente atribuida al reinado de Alfonso VII de León), adoptaron el título de emperador.
Fernando I fue llamado rex imperator, y Alfonso VI de León llegó a titularse Imperator totius Hispaniae. En 1135, Alfonso VII fue coronado solemnemente emperador en León. Entre sus vasallos se contaban los reyes de Aragón, Navarra y Portugal, el conde de Barcelona y varios monarcas musulmanes, quienes a la muerte del Emperador, rechazaron la teórica supremacía política del título.

## Gobierno: Cortes y concejos

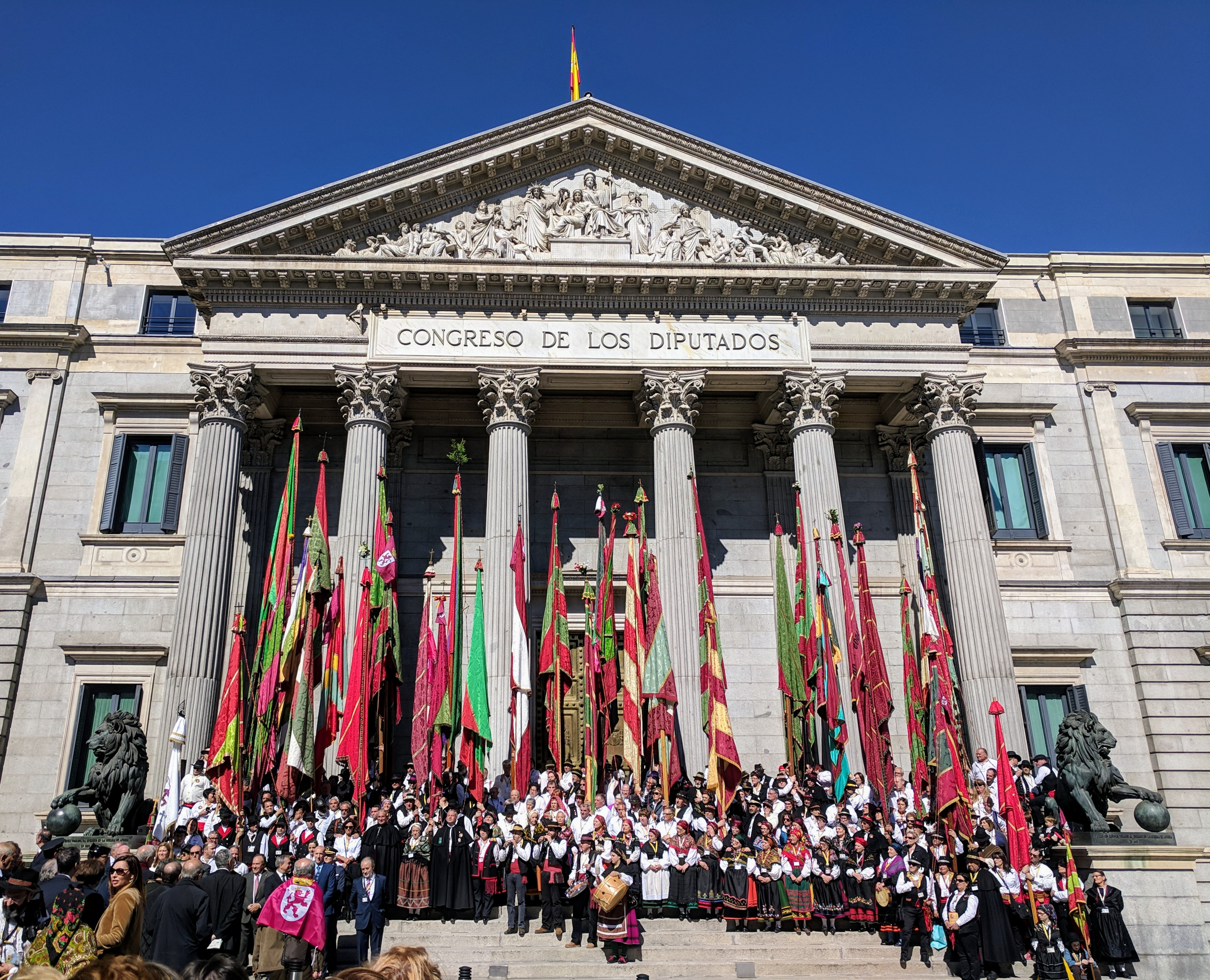
Pendones de León en la escalinata del Palacio de las Cortes, el 20 de marzo de 2019, celebrando las Cortes de León de 1188.

Como todo reino medieval, el poder supremo por la gracia de Dios recaía en el rey. Pero comenzaron a surgir comunidades rurales y urbanas para tomar decisiones sobre problemas de la vida cotidiana.
Así comenzaron los concejos, o concilium, como una manera de autogobierno de núcleos de población en las que todos los vecinos tenían representación como atestigua el Concejo de Berbeja, San Zadornil y Barrio (955):

Nosotros todos, que somos del consejo de Berbeja, Barrio y San Zadornil, varones y mujeres, jóvenes y viejos, máximos y mínimos, villanos e infanzones [...]

Estos concejos abiertos evolucionaron a concejos cerrados, en los que una parte de los vecinos representaba al resto. Asimismo consiguieron un mayor poder como la elección de magistrados y oficiales, los alcaldes, pregoneros, escribanos,...
Ante el creciente poder de los Concejos, surge la necesidad de la comunicación entre el rey y estos, y he aquí el nacimiento de las Cortes en el año 1188 en León. En las Cortes leonesas medievales, los habitantes de las ciudades eran un grupo reducido, conocidos como laboratores y no tenían facultades legislativas, pero era un punto de unión entre el rey y el reino, algo en lo que el reino de León había sido pionero en la Europa medieval. Las cortes estarían así constituidas por tres estamentos (clero, nobleza, representantes de las ciudades) y aparecen como un diálogo entre el rey y la curia, por un lado, y los representantes de las ciudades y villas por otro.
La UNESCO declaró en 2013 este sistema de Cortes cuna del sistema parlamentario europeo.

## Arte en el reino de León

### SiglosIX-X: arte mozárabe

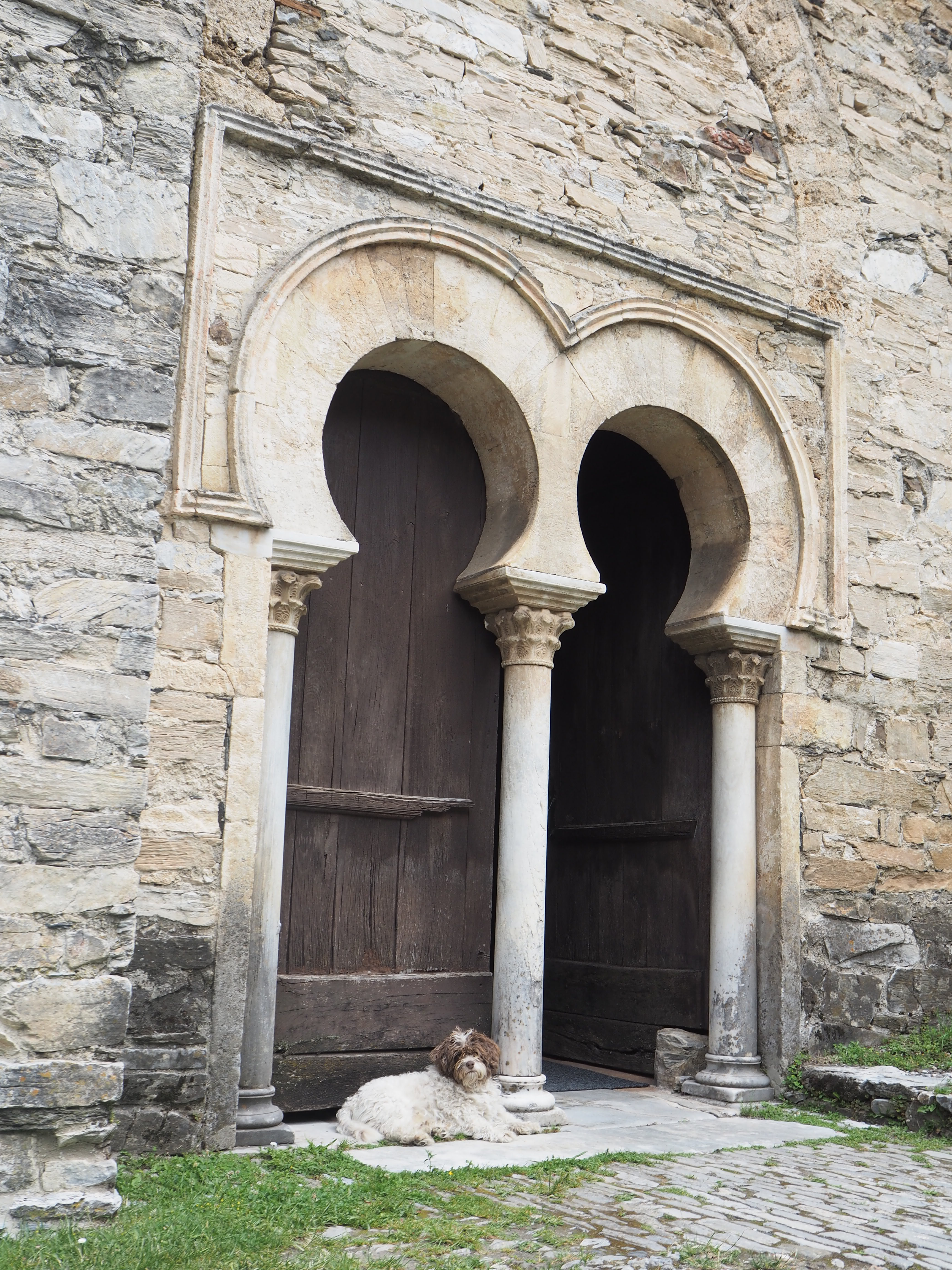
Iglesia de Santiago de Peñalba, fundada en el año 937

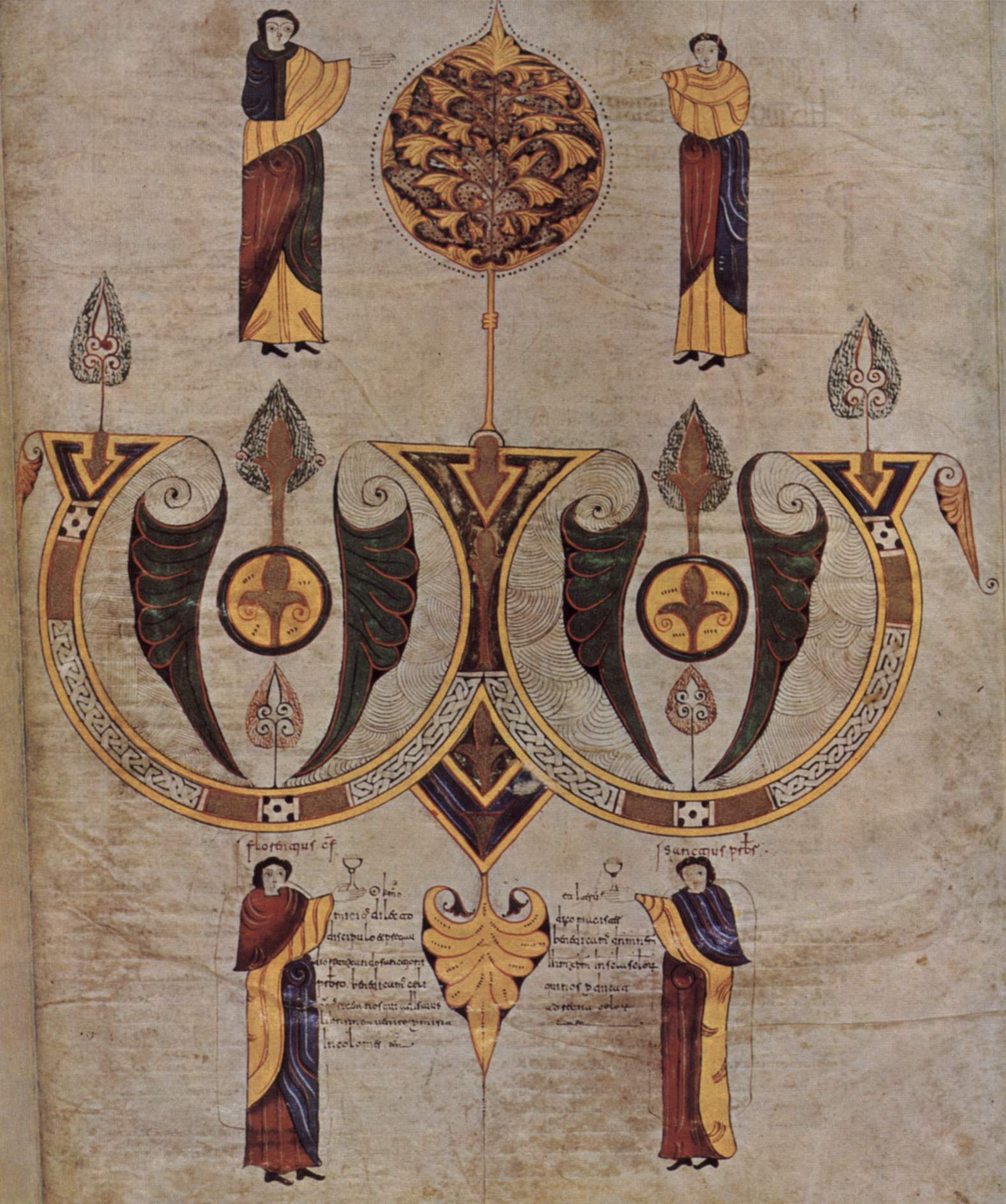
Codex biblicus legionensis

Durante su origen, el arte del reino de León se caracterizó por su expresión diversa y mestiza, floreciendo especialmente durante el siglo X y hasta la llegada del románico europeo. La fusión de influencias, especialmente andalusíes, crearon un arte singular conocido tradicionalmente como arte mozárabe, en una amalgama que refleja una continuidad clasicista enraizada tanto en la tradición visigoda del arte asturiano como en el califato de Córdoba, con raíces bizantinas.
En la meseta leonesa emergieron construcciones modestas, como iglesias de una sola nave con cabecera rectangular, características de la primera repoblación. Simultáneamente, surgieron complejos monásticos, entre los que destacan San Miguel de Escalada, San Cebrián de Mazote, Santa María de Wamba, San Salvador de Palat de Rey o Santiago de Peñalba, entre otros.
Las élites leonesas, desde la monarquía hasta figuras civiles y eclesiásticas como el obispo San Genadio de Astorga o el noble galaico Rosendo de Celanova, desempeñaron un papel crucial como precursores de este arte. Aunque cristianos del norte, estas figuras estaban influidas por los gustos andalusíes, como lo evidencia la decisión del rey Alfonso III de enviar a su hijo a la corte de los Banu Qasi en Zaragoza.
El arte leonés durante los siglos IX a XI, al fusionar dos tradiciones aparentemente dispares, la septentrional cristiana y la meridional musulmana, logró crear un estilo promiscuo y original en el contexto del prerrománico europeo. Las construcciones mostraban una mezcla única de estilos, experimentando con estructuras abovedadas, cúpulas, capiteles y relieves, así como en la técnica de la pintura mural "a la romana" con influencia andalusí.
En el ámbito de la pintura destaca especialmente la ilustración de manuscritos iluminados, como los beatos. Caracterizada por colores vivos, figuras a veces bárbaras e infantiles, elementos caligráficos, animales fantásticos y motivos arquitectónicos, la pintura evolucionó desde influencias bizantino-merovingias hacia un carácter islámico-carolingio.
Ejemplos notables de la pintura durante el reino de León incluyen el Beato Morgan, el de Tábara, el de Valcavado y el de Gerona, así como la Biblia de León del año 920 y la Biblia mozárabe de León del 960, considerada una de las Biblias mozárabes mejor documentadas.

### SiglosXI-XII: llegada del románico

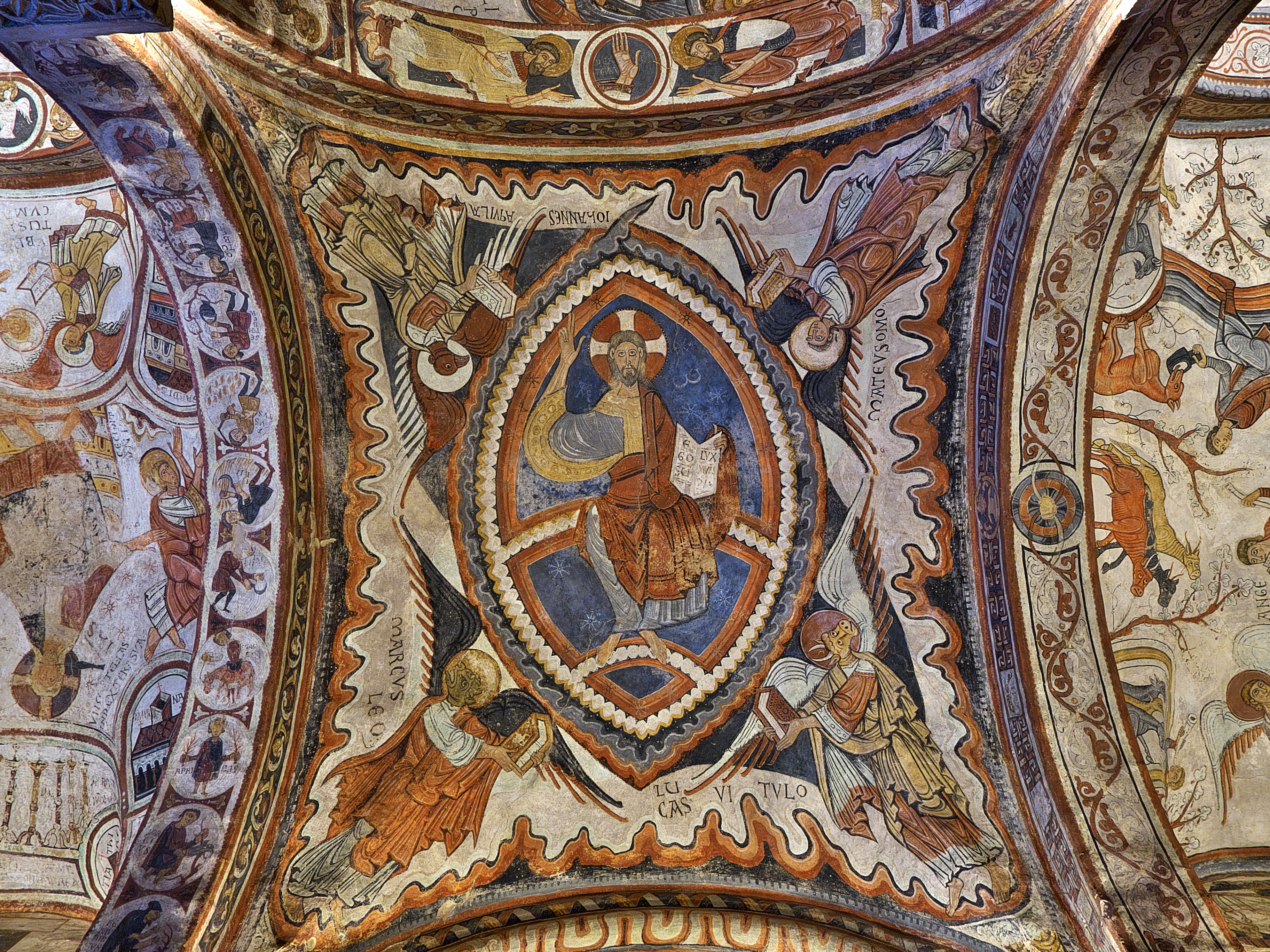
Bóveda central del Panteón Real, en la Basílica de San Isidoro de León

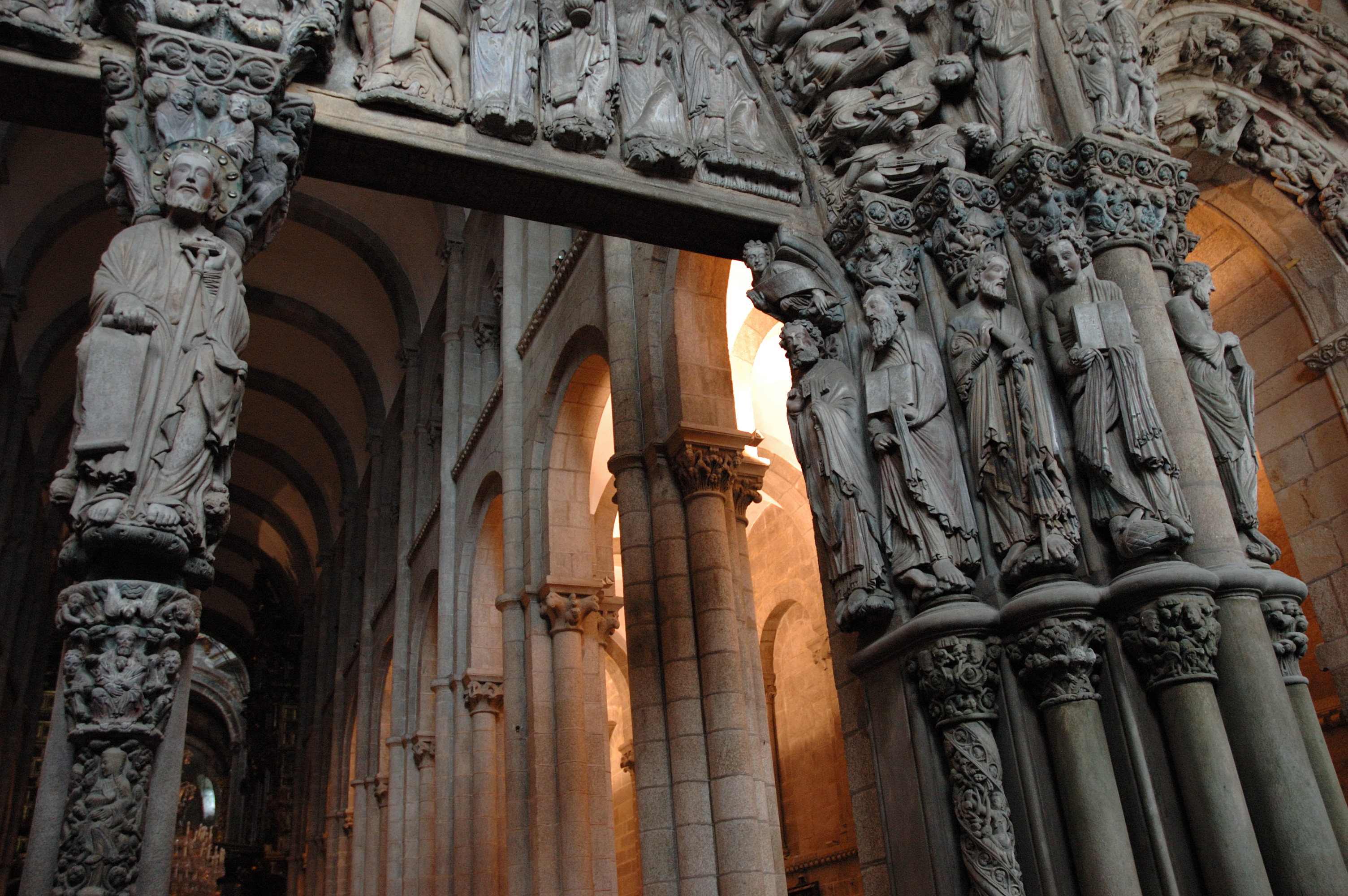
Pórtico de la Gloria, realizado por el maestro Mateo entre 1168 y 1188

Durante el siglo XI el reino de León experimentó la llegada del arte románico, que se estableció como el estilo prominente, dando lugar a obras maestras como la Basílica de San Isidoro, un ejemplo destacado de escultura y pintura románica, con sus frescos y el Panteón de los Reyes.Es también el origen de las antecesoras románicas de las catedrales de León y Santiago de Compostela. Otras estructuras notables son la Colegiata de Santa María la Mayor de Toro, con su portada y ábside decorado con relieves, la catedral de Zamora, o la iglesia de San Martín de Tours, en Palencia.
La escultura y la orfebrería también prosperaron, con ejemplos como el Cáliz de Doña Urraca, el Cristo de Carrizo y la Arqueta de San Isidoro, destacando la destreza artística y la riqueza cultural de la época.
Por último, el reino de León destacó por su importante contribución a la Heráldica, un lenguaje visual clave a partir del siglo XII. El rey Alfonso VII creó una enseña personal con un escudo que exhibía un león púrpura sobre fondo de plata. La Heráldica permitía la distinción entre nobles y surgió como una herramienta bélica para identificar aliados en los combates medievales. León fue pionero en este sistema, adelantándose más de medio siglo a franceses e ingleses en la adopción de esta forma de identificación de personas notables.

## Cultura

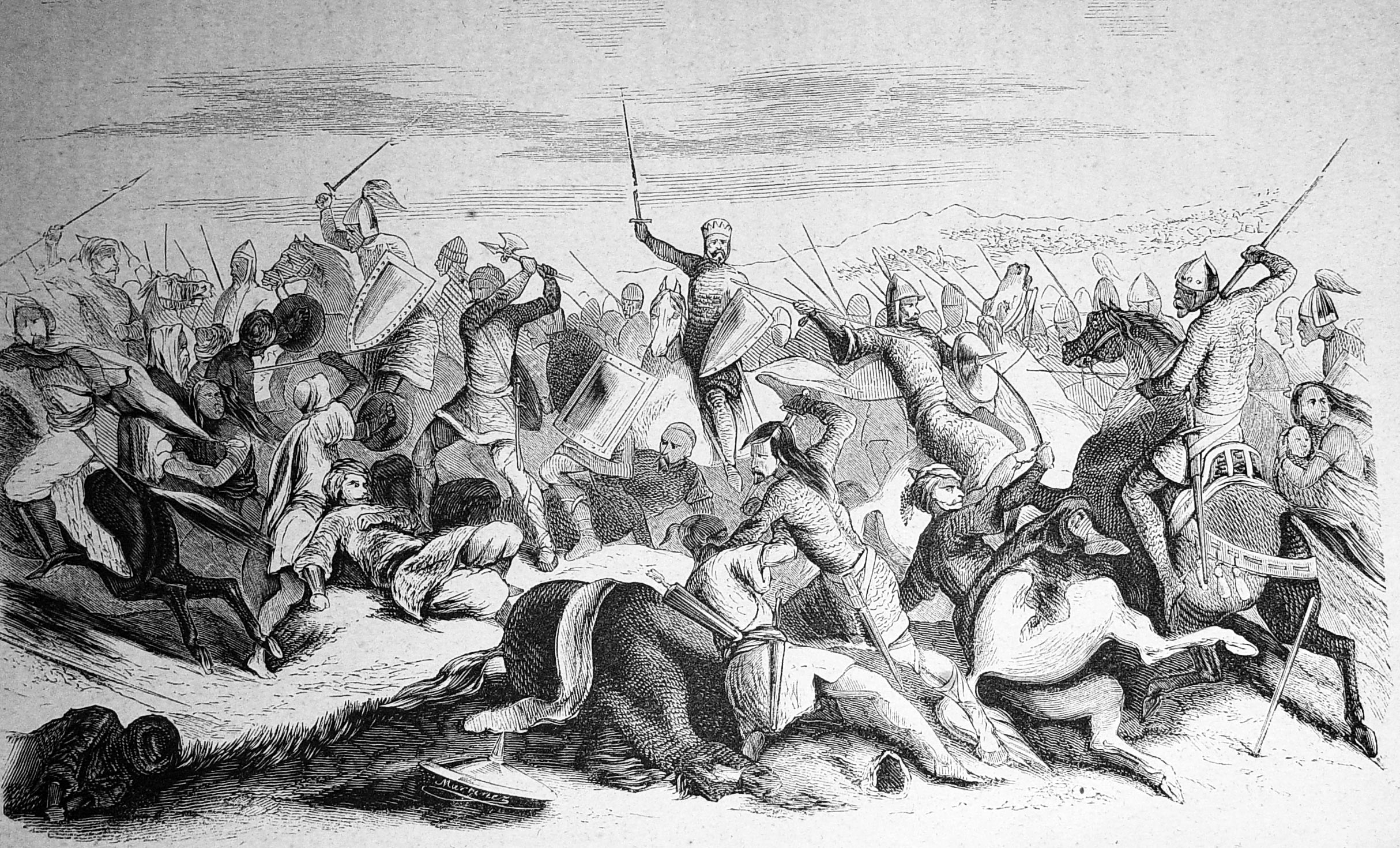
Don Ramiro de León derrota al cordobés junto a Simancas (1852)

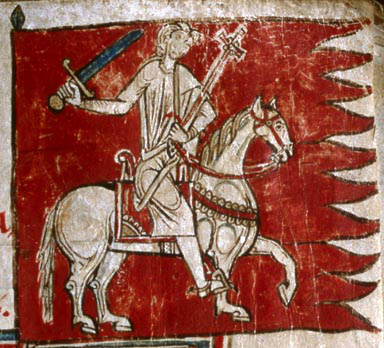
Pendón de la Orden de Santiago, creada originalmente para defender a los peregrinos

La cultura del reino de León se destacó por su riqueza y diversidad, reflejo de su posición como centro político y religioso de la cristiandad en la península ibérica. De la producción literaria en latín destacan obras como la Crónica Albeldense y la Historia legionense, que documentan la historia y consolidan la memoria del reino. Los Fueros de León (1017), promulgados por Alfonso V, establecieron un marco jurídico avanzado para su tiempo, mientras que textos como las Glosas Emilianenses marcaron un paso hacia la transición del latín a las lenguas romances. El reino de León produjo algunos de los textos con rasgos de una lengua protorromance más antiguos de la península ibérica: la Nodicia de Kesos.En este periodo también sobresale el Codex Calixtinus, un manuscrito relacionado con el Camino de Santiago considerado una guía para peregrinos que refuerza su importancia cultural y espiritual, consolidando la conexión del reino con el cristianismo europeo.
La religión fue una fuente fundamental de expresión cultural. Los monasterios e iglesias, como San Isidoro de León, Tábara, Samos o Sahagún, se erigieron como centros de producción intelectual y artística. En San Isidoro, además de albergar las reliquias del santo, se desarrolló un importante scriptorium que permitió la copia y difusión de manuscritos litúrgicos, jurídicos y científicos. La transición del rito hispánico o mozárabe al rito romano tras el Concilio de Burgos (1080) marcó un cambio significativo en las prácticas religiosas y culturales. 
En paralelo, el Camino de Santiago adquirió un papel central como eje de intercambio cultural, artístico y espiritual. Los peregrinos que atravesaban el reino contribuyeron a la difusión de ideas, estilos artísticos y prácticas litúrgicas, fortaleciendo los lazos entre León y el resto de Europa.
Las órdenes religiosas y militares desempeñaron un papel relevante, combinando funciones defensivas, administrativas y religiosas. Instituciones como la Orden de Santiago, la Orden de Alcántara y los Caballeros Templarios gestionaron fortalezas estratégicas como el Castillo de Ponferrada o el Castillo de Cornatel, asegurando el control territorial y la protección del Camino de Santiago. Además, impulsaron la construcción de hospitales, iglesias y centros de acogida, facilitando la organización de los territorios reconquistados y la integración de redes culturales y económicas en el reino.[cita requerida]
El contacto del reino de León con otros territorios también enriqueció su cultura. Las interacciones con al-Ándalus, así como la migración de comunidades de mozárabes, aportaron técnicas artísticas y conocimientos científicos, mientras que las relaciones con otros reinos cristianos fomentaron la consolidación de una identidad compartida basada en el cristianismo.[cita requerida]